# Margarita Broich

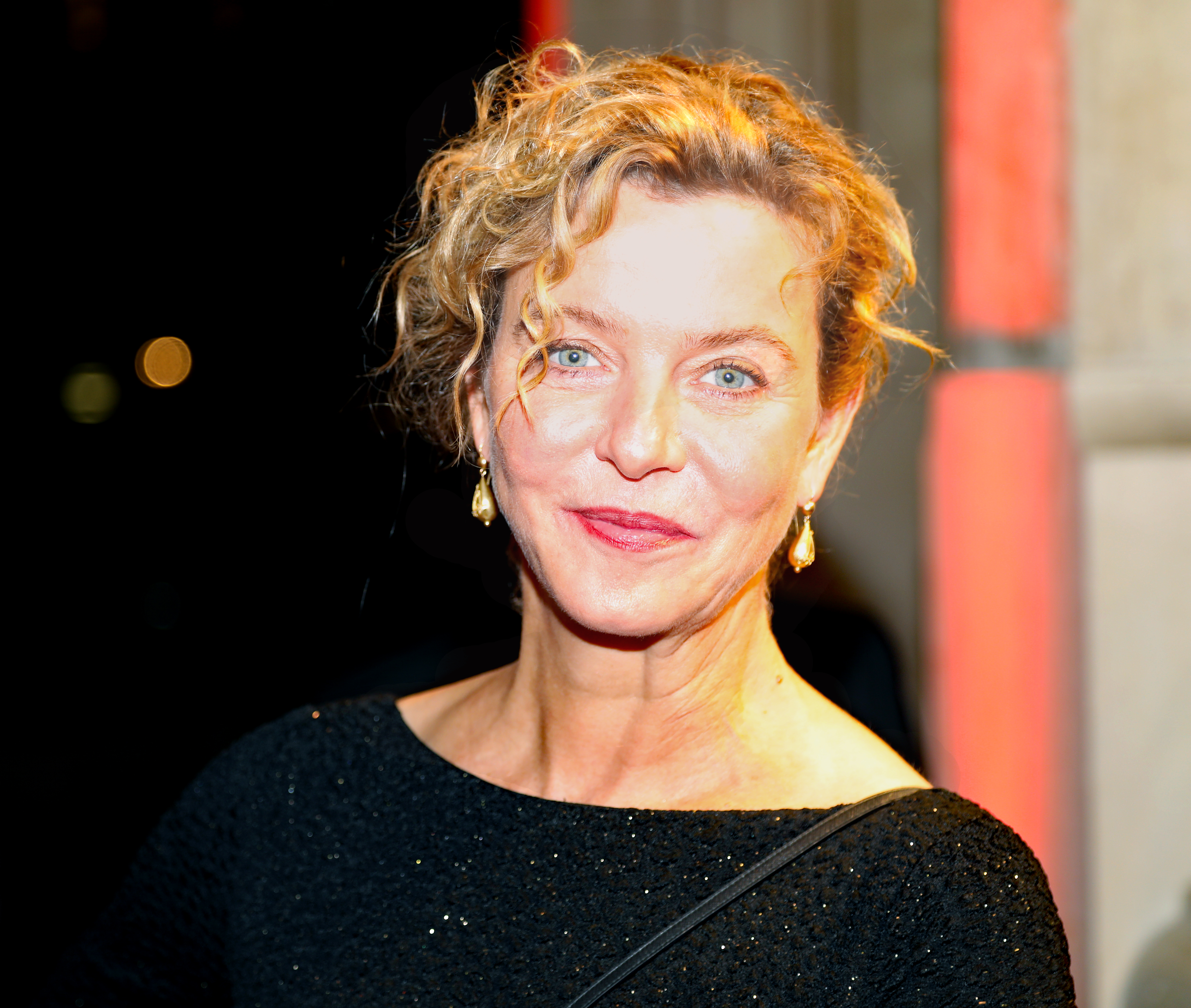
Margarita Broich bei der Verleihung des Hessischen Filmpreises (2017)

Margarita Broich ([ˈbʁoːχ] mit Dehnungs-i; * 3. Mai 1960 in Neuwied) ist eine deutsche Schauspielerin und Fotografin. Sie ist unter anderem als ehemalige Frankfurter Tatort-Kommissarin Anna Janneke bekannt.

## Leben

### Herkunft und Ausbildung
Margarita Broich wuchs in einer Arztfamilie auf, die zeitweise eine Privatklinik im Westerwald betrieb. Zunächst studierte sie Fotodesign an der Fachhochschule Dortmund und arbeitete als Theaterfotografin bei Claus Peymann in Bochum. Danach absolvierte sie von 1984 bis 1987 ihre Schauspielausbildung an der Hochschule der Künste Berlin.

### Theater
Nach Abschluss ihrer Schauspielausbildung war sie mehrere Jahre am Frankfurter Schauspielhaus und spielte unter anderem die Adelheid in Einar Schleefs Götz von Berlichingen. 1989 war sie am Deutschen Theater die Ophelia an der Seite von Ulrich Mühe als Hamlet in der Inszenierung von Heiner Müller, mit dem sie einige Jahre zusammenlebte. Margarita Broich arbeitete unter anderem mehrfach mit Regisseuren wie George Tabori und Robert Wilson zusammen. 1986 wirkte sie in Luigi Nonos Oper Prometeo an der Mailänder Scala unter der Leitung von Claudio Abbado mit. In der Rolle von Doris Schröder-Köpf sorgte sie in Christoph Schlingensiefs Inszenierung Rosebud an der Volksbühne für Aufregung. Von 1991 bis 2002 war sie festes Mitglied des Berliner Ensembles. Am Maxim-Gorki-Theater spielte sie in Damen der Gesellschaft und den Luca in Gorkis Nachtasyl in der Inszenierung von Alexander Lang. Sie war in den vergangenen Jahren an zahlreichen deutschsprachigen Bühnen engagiert: Volksbühne am Rosa-Luxemburg-Platz Berlin, Berliner Ensemble, Schillertheater (Berlin), Deutsches Theater Berlin, Maxim-Gorki-Theater Berlin, Bar jeder Vernunft Berlin, Stadttheater Basel, Freie Volksbühne Berlin, Schauspielhaus Frankfurt am Main, Salzburger Festspiele. Seit 1995 ist Broich am Berliner Ensemble in Heiner Müllers Inszenierung von Der aufhaltsame Aufstieg des Arturo Ui an der Seite von Martin Wuttke zu sehen.

### Film und Fernsehen
Daneben stand Margarita Broich auch immer wieder für Kino- und Fernsehfilme vor der Kamera. Größere Rollen übernahm sie schon seit Anfang der 1990er Jahre, wie etwa in Rudolf Thomes Liebe auf den ersten Blick (1991). In der Tatort-Folge Experiment (1992) verkörperte sie die rothaarige Ärztin Dr. Schneider, die ein Verhältnis mit Dr. Zauner (Felix von Manteuffel) hat. Weitere tragende Rollen spielte sie in Matti Geschonnecks Jenseits der Liebe (2001), Christian Moris Müllers Kinofilm Vier Fenster (2006) und David Dietls Auf Nummer sicher? (2007). Im Fernsehen sah man sie im ARD-Zweiteiler Teufelsbraten (2007), der nach einem Roman von Ulla Hahn unter der Regie von Hermine Huntgeburth entstand. Im Kino war sie als Mutter von Hanno Koffler in dem Drama Nacht vor Augen (2008) zu sehen. Für die Nebenrolle der Hildegard Ellers in Oskar Roehlers Familienchronik Quellen des Lebens (2013) erhielt sie eine Nominierung für den Deutschen Filmpreis. 
Margarita Broich trat 2015 die Nachfolge von Nina Kunzendorf als Tatort-Kommissarin für den Hessischen Rundfunk (HR) an. Als Hauptkommissarin Anna Janneke ermittelt sie an der Seite von Hauptkommissar Paul Brix alias Wolfram Koch. Ihr 19. und letzter Fall wurde am 29. September 2024 ausgestrahlt.
In der Literaturverfilmung Das Tagebuch der Anne Frank, die im Frühjahr 2015 gedreht wurde und am 3. März 2016 in die Kinos kam, spielt Broich Auguste van Pels, die im Film wie im Tagebuch Petronella van Daan genannt wird. Seit 2018 gehört sie in der ARD-Fernsehfilmreihe Meine Mutter … als Adelheid ‚Heidi‘ Janssen neben Diana Amft und Stephan Luca zur Stammbesetzung.
Im Jahr 2024 später wurde sie für die Verleihung des Deutschen Filmpreises als eine von sieben Co-Gastgebern ausgewählt.

### Fotografie
Nachdem sie in frühen Jahren bereits als Theaterfotografin gearbeitet hatte, hatte Broich mehrere Ausstellungen ihrer Fotografien. Unter den Titeln Ende der Vorstellung und Wenn der Vorhang fällt wurden Porträts von Schauspielerkollegen kurz nach ihrem Auftritt gezeigt. 2011 erschien der Band "Wenn der Vorhang fällt" mit ihren Schauspielerinnen- und Schauspielerporträts und einem Text von Hanns Zischler, 2014 eine leicht veränderte zweite Auflage mit einem Beitrag von Hans-Thies Lehmann. 2016 publizierte sie den Fotoband Alles Theater.

### Privates
Margarita Broich lebte mit dem Schauspieler Martin Wuttke und ihren zwei gemeinsamen Söhnen Hans und Franz Broich-Wuttke in Berlin. Im Juli 2018 gab das Paar seine einvernehmliche Trennung bekannt. Seit 2019 ist sie mit dem Rechtsanwalt Dirk Schmalenbach verheiratet.

## Theater (Auswahl)
- Die Ratten (als Piperkarcka) von Gerhart Hauptmann. Regie: D. Hilsdorf. Schauspiel Frankfurt
- Götz von Berlichingen (als Adelheid) von Johann Wolfgang Goethe. Regie: Einar Schleef. Schauspiel Frankfurt
- Hamlet (als Ophelia) von William Shakespeare. Regie: Heiner Müller. Deutsches Theater Berlin
- Nachtasyl von Maxim Gorki (als Luca) Regie: Alexander Lang. Maxim-Gorki-Theater
- Der aufhaltsame Aufstieg des Arturo Ui (als Dockdaisy/Dullfeet) von Bertolt Brecht. Regie: Heiner Müller. Berliner Ensemble
- Germania III / Gespenster am Toten Mann von Heiner Müller. Regie: Martin Wuttke, Berliner Ensemble
- Der Ozeanflug von Bertolt Brecht. Regie: Robert Wilson. Berliner Ensemble
- Cabaret von John Kander und Fred Ebb. Regie: Vincent Paterson. Bar jeder Vernunft, Berlin

## Filmografie (Auswahl)

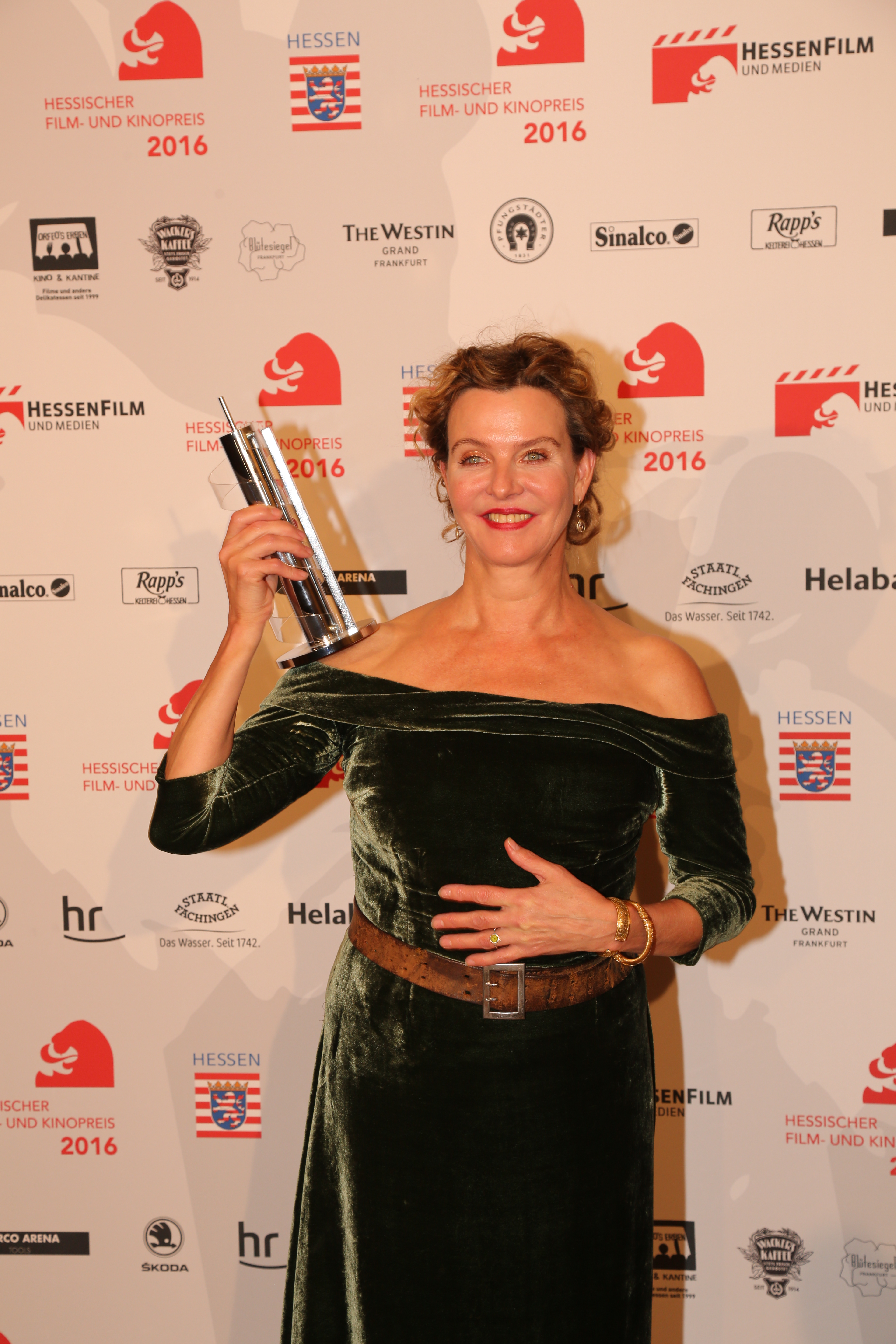
Margarita Broich beim Hessischen Film- und Kinopreis 2016

### Kino
- 2002: Die Zwillinge
- 2003: Wolfsburg
- 2003: Saltimbank
- 2003: hamlet X
- 2005: Vier Fenster
- 2008: Der Vorleser
- 2009: Effi Briest
- 2009: Unter Bauern – Retter in der Nacht
- 2009: This Is Love
- 2009: Liebe Mauer
- 2010: Hier kommt Lola!
- 2011: Monika
- 2012: Glück
- 2012: Anleitung zum Unglücklichsein
- 2013: Quellen des Lebens
- 2013: Fack ju Göhte
- 2014: Vaterfreuden
- 2014: Über-Ich und Du
- 2014: Quatsch und die Nasenbärbande
- 2015: Traumfrauen
- 2016: Rockabilly Requiem
- 2016: Das Tagebuch der Anne Frank
- 2018: Herrliche Zeiten
- 2019: Unheimlich perfekte Freunde
- 2022: Stasikomödie
- 2022: Vatersland

### Fernsehen
- 1990: Rote Erde II (Fernsehserie, 3 Folgen)
- 1992: Tatort: Experiment (Fernsehreihe)
- 1996: Freunde fürs Leben (Fernsehserie, Folge Vaterliebe)
- 1998: Mein Kind muß leben – Regie: Diethard Klante
- 2000: Wolffs Revier (Fernsehserie, Folge Tag der Abrechnung)
- 2001: Der Fahnder (Fernsehserie, Folge Verschwörung)
- 2001: Jenseits der Liebe – Regie: Matti Geschonneck
- 2003: Berlin, Berlin (Fernsehserie, 2 Folgen)
- 2004: Der letzte Zeuge (Fernsehserie, Folge Anatomie des Herzens)
- 2004, 2008: SOKO Wismar (Fernsehserie, verschiedene Rollen, 2 Folgen)
- 2005: Dem Himmel sei Dank
- 2005: Der Dicke/Die Kanzlei (Fernsehserie, Folge Unter Verdacht)
- 2006: Der Bulle von Tölz: Keiner kennt den Toten (Fernsehreihe)
- 2007: Küstenwache (Fernsehserie, Folge Ewiger Schlaf)
- 2007: Teufelsbraten
- 2008: Nacht vor Augen
- 2008: Das Feuerschiff
- 2008: Der Kriminalist (Fernsehserie, Folge Bluesgewehr)
- 2009: Polizeiruf 110: Eine Maria aus Stettin (Fernsehreihe)
- 2009: Bloch: Bauchgefühl (Fernsehreihe)
- 2009: Polizeiruf 110: Klick gemacht
- 2009, 2014: SOKO Köln (Fernsehserie, verschiedene Rollen, 2 Folgen)
- 2010: Notruf Hafenkante (Fernsehserie, Folge Alte Freunde)
- 2010: Pfarrer Braun: Schwein gehabt! (Fernsehreihe)
- 2010: Neue Vahr Süd
- 2010: SOKO Leipzig (Fernsehserie, Folge Swinging Leipzig)
- 2010: Kommissar Stolberg (Fernsehserie, Folge Nachtgestalten)
- 2010: Tatort: Vergessene Erinnerung
- 2011: Ein Fall für zwei (Fernsehserie, Folge Dunkle Schatten)
- 2011: Polizeiruf 110: Denn sie wissen nicht, was sie tun
- 2011: Unter anderen Umständen: Mord im Watt (Fernsehreihe)
- 2011: Im falschen Leben
- 2011: Schmidt & Schwarz
- 2012: Die Heimkehr
- 2012: Ein Jahr nach morgen
- 2012: Tatort: Kinderland
- 2012–2016: Der Hafenpastor (Fernsehreihe)
  - 2012: Der Hafenpastor
  - 2015: Der Hafenpastor und das graue Kind
  - 2016: Der Hafenpastor und das Blaue vom Himmel
- 2013: Danni Lowinski (Fernsehserie, Folge Zu dumm)
- 2013: Tod an der Ostsee
- 2013: Sommer in Rom
- 2013: Doc meets Dorf (Fernsehserie, 2 Folgen)
- 2014: Letzte Spur Berlin (Fernsehserie, Folge Hunger)
- 2014: Männertreu
- 2014: Auf der Straße
- 2015: Hedi Schneider steckt fest
- 2015: Nachtschicht – Wir sind alle keine Engel (Fernsehreihe)
- 2015: Der Verlust – Regie: Thomas Berger
- 2015: Morgen hör ich auf (Fernsehserie, 5 Folgen)
- 2015–2024: Tatort → siehe Janneke und Brix
- 2015: Tatort: Wer bin ich?
- 2016: Aufbruch – Regie: Hermine Huntgeburth
- 2017: Ein starkes Team: Treibjagd (Fernsehreihe)
- 2017: Das doppelte Lottchen
- 2017: Der Schweinehirt
- 2018: Chaos-Queens: Ehebrecher und andere Unschuldslämmer (Fernsehreihe)
- seit 2018: Meine Mutter … (Fernsehreihe)
  - 2018: Meine Mutter ist unmöglich
  - 2019: Meine Mutter spielt verrückt
  - 2020: Meine Mutter traut sich was
  - 2020: Meine Mutter will ein Enkelkind
  - 2021: Meine Mutter im siebten Himmel
  - 2021: Meine Mutter und plötzlich auch mein Vater
  - 2022: Meine Mutter gibt es doppelt
  - 2022: Meine Mutter raubt die Braut
- 2019: Tödliches Comeback – Regie: Hermine Huntgeburth
- 2024: Bis zur Wahrheit
- 2024: Das Traumschiff: Argentinien (Fernsehreihe)
- 2024: Hallo Spencer – Der Film (Fernsehfilm)

## Hörspiele (Auswahl)
- 2004: H2OdH – Regie: Paul Plamper
- 2005: Henry Silber geht zu Ende – Regie: Paul Plamper
- 2006: Hochhaus – Regie: Paul Plamper
- 2007: Peymannbeschimpfung – Regie: Rimini Protokoll (Helgard Haug, Daniel Wetzel)
- 2008: Die Unmöglichen – Regie: Paul Plamper, Julian Kamphausen
- 2008: Ruhe 1 – Regie: Paul Plamper
- 2009: Der Assistent – Regie: Paul Plamper
- 2010: Tacet (Ruhe 2) – Regie: Paul Plamper
- 2013: Der Kauf – Regie: Paul Plamper
- 2013: Oliver Bukowski: Primetime – Regie: Alexander Schuhmacher (Hörspiel – DKultur)
- 2013: Stille Nacht (Ruhe 3) – Regie: Paul Plamper
- 2016: Silke Seibold: Gib’s zurück! – Regie: Kirstin Petri (Kinderhörspiel SWR2 Spielraum)

## Ausstellungen
- 2009: Ende der Vorstellung – Museum der Moderne, Salzburg
- 2011: Traummänner – Starfotografen zeigen ihre Vision vom Ideal – Haus der Fotografie/Deichtorhallen, Hamburg
- 2011: Wenn der Vorhang fällt. Margarita Broich – Fotografien – Martin-Gropius-Bau, Berlin
- 2012: Wenn der Vorhang fällt. Margarita Broich – Fotografien – Bayer Kulturhaus, Leverkusen
- 2013: Ende der Vorstellung – Schauspieler zwischen Rolle und Realität – Stadtgalerie, Neuwied

## Auszeichnungen
- 2011: Litauischer Filmpreis in der Kategorie Beste Nebenrolle in Wenn ich dich umarme (Originaltitel: Kai apkabinsiu tave)
- 2016: Hessischer Fernsehpreis für ihre Rollen in Tatort: Wendehammer und Aufbruch

## Fotobände
- Margarita Broich: Ende der Vorstellung. Schauspielerportraits. Hrsg.: Museum der Moderne Salzburg. Müry Salzmann, Salzburg 2009, ISBN 978-3-99014-002-4.
- Margarita Broich: Wenn der Vorhang fällt. Portraits. Alexander Verlag, Berlin 2011, ISBN 978-3-89581-248-4. Zweite, erweiterte Auflage 2014, ISBN 978-3-89581-323-8.
- Margarita Broich (Fotografien), Brigitte Landes (Texte): Alles Theater. Insel, Frankfurt am Main 2015, ISBN 978-3-458-20016-1 (= Insel-Bücherei; Nr. 2016).